# 佐々木月樵
佐々木 月樵（ささき げっしょう、旧姓山田、1875年（明治8年）4月13日 - 1926年（大正15年）3月6日）は、日本の仏教学者・教育者。大谷大学教授、第3代大谷大学学長。大谷大学の組織と研究方針を確立させた人物として知られる。清沢満之門下。著作に『親鸞聖人伝』、『支那浄土教史』などがある。

## 経歴

### 幼少期から就学期
1875年（明治8年）、愛知県碧海郡古井村（現・愛知県安城市）にある真宗大谷派の願力寺に生まれた。乳は山田才相、母はつやまであり、次男だった。
幼少時、大分県日田郡日田町の咸宜園（大谷派長福寺の学寮を起源とする）に学び、1888年（明治21年）、東本願寺が設置した三河育英教校に入学。その後、1893年（明治26年）、実質的に東本願寺の運営だった京都府立尋常中学校に編入し、翌年には東本願寺設置の京都第一中学寮に入学した。府立尋常中学校時代には校長の沢柳政太郎に大きな影響を受けている。なお、東本願寺が大谷尋常中学校を設立したのは1893年（明治26年）のことである。
1896年（明治29年）に府立尋常中学校を卒業すると、真宗大学（後の大谷大学）に入学し、1900年（明治33年）9月に卒業した。この間、1898年（明治31年）、愛知県碧海郡矢作町（現・岡崎市）の真宗大谷派の上宮寺住職の養子となり入寺、佐々木と改姓している。
真宗大学卒業後には研究院への進学を予定していたが、師である清沢満之が東京で始めた私塾浩々洞（近角常観留守宅）の設立に加わり、洞発行の雑誌『精神界』の発刊に尽力した。また、1901年（明治34年）には清沢の推挙により、東京に移転・開校した真宗大学の講師となった。翌年、清沢の学長辞任に伴って同校を一旦退くも、後に同校研究院に入学。1906年（明治39年）に研究院を修了後、教授に就任した。

### 真宗大学教授時代
真宗大学教授就任後は、大乗仏教および浄土真宗の教学・歴史の研究に専念し、多くの成果を挙げた。その一方で、同僚の教授らと協力して、近代的な仏教学の確立を目指し、広く人文科学研究に目を配り、伝導においても近代的教育方法論なども取り入れて仏教基礎学の教授法の改良を積極的に推進した。1911年（明治44年）、真宗大学の京都移転に反対して他の教授とともに辞職するも翌年復職。以後、南条文雄（2代学長）のもとで同校の教学・組織・施設各方面における整備に尽力した。
1921年（大正10年）には、師清沢満之を介して以前より親交のあった沢柳政太郎を団長とする、文部省の欧米視察団に同行。同視察団の派遣に際しては、経済・教育・宗教の各分野から団員が選ばれたが、佐々木は宗教分野の代表として私立学校からの唯一の団員として参加した。

### 大谷大学学長時代
1924年（大正13年）、大谷大学第3代学長に就任。前年に大学令に基づく私立大学として発足した同校において、近代的な視点と方法論とに基づく仏教学・人文科学の研究・教育を本格的に始動させた。その意図・目的については、学長就任の翌年、入学宣誓式において行った演説「大谷大学樹立の精神」に明示されている。
学長在任中に行われた主な事項には、以下がある。
- 全般にわたっての特色
  - 仏教への理解を基礎とし、その上に、仏教科、哲学科、人文科を鼎立させる。
  - 仏教科の中に真宗学を置く。
- 基礎的学習課程としての予科の重視
  - 人文諸学研究の基本語である英語、ドイツ語、フランス語を履修させる。
  - ドイツ語に関しては専攻クラスを設ける。
  - 仏教研究に関する基本語であるサンスクリット語（梵語）、パーリ語（巴利語）、チベット語（西蔵語）を随意に履修させる。
  - 従前の伝統的仏典研究にかわり、ブッダ釈尊や親鸞の学びになぞらえて、華厳経や法華経、浄土三部経等の原典を直接研究させる。

人員の点でも、大学の枠を超えて京都帝国大学に就任した西田幾多郎を非常勤講師として大谷大学に招聘。さらに西田の助力により鈴木大拙を同大学教授に招聘するなど、当時の人文諸学の研究者・研究機関と幅広く交流し、学問的連携を深めたたことも特筆される。これらの特色は、単に一学校における事例としての意味にとどまらず、近代日本において、仏教の学びを基礎に置く人文諸学の研究・教育に関しての理念・方法論および実践をいち早く提示した事例として注目にされる。

### 死去
しかしながら、翌年の1925年（大正14年）には体調を崩して大谷大学学長を辞任。1926年（大正15年）3月6日、入院していた安城駅前の病院で逝去した。死因は急性肺炎。告別式に際し、鈴木大拙は、「これからどうすればよいか」と嘆き、西田幾多郎は、「佐々木学長の大学構想は、帝国大学と一線を画しているので期待していたのに」とその急逝を惜しんだとされる。1943年（昭和18年）秋には生家である願力寺に「佐々木月樵先生之碑」が建立された。

## 著作

### 著書・編書
- 『実験之宗教』（文明堂 1903年）
- 『救済観』（文明堂 1904年）
- 『親鸞伝叢書』（無我山房 1910年）
- 『支那浄土教史』（無我山房 1913年）
- 『中論偈頌: 附十二門論偈頌、讃法界頌』（法文舘 1916年）
- 『無著論集』（編）（法文舘 1917年）
- 『仏教概論』（至心書房 1917年）
- 『世親論集』（編）（法藏館 1919年）
- 『華厳教学』（松谷奨学会 1919年）
- 『仏心及其表現』（1919年）
- 『大乗仏教原理』（中外出版 1923年）
- 『華厳経の新しき見方』（合掌社 1923年）
- 『西欧ステンドグラス集』（編）（仏教芸術院 1923年）
- 『龍樹の中観及其哲学』（甲子社書房 1926年）
- 『攝大乘論 : 漢譯四本對照』（萠文社 1931年）
- 『佐々木月樵全集』1-6巻（萠文社 1927年-、国書刊行会 1973年-、うしお書店 1999年-）

## 関連人物
- 暁烏敏
- 清沢満之
- 多田鼎
- 近角常観
- 宮本正尊
- 山口益